# Краснокоротковский
Краснокоротковский — хутор в Новоаннинском районе Волгоградской области. Административный центр Краснокоротковского сельского поселения.

## История
Поселение хутора Краснокоротковского, ранее название которого было хутор Красный, возникло более двухсот лет назад. Первым тут поселился казак Коротков, который имел большое хозяйство и мельницу. Отделившиеся дети и прибываемые казаки образовали новый хутор — Коротков. Хутора относились к юрту станицы Филоновской, приходу Троицкой церкви.
Сведения 1861 и 1886 годов говорят о существовании двух поселений. В 1914 году хутор Красный слился с Коротковым и стал именоваться Красно-Коротковским. По данным 1916 года всего было 163 двора, в которых проживало 666 мужчин и 684 женщины.
Постановлением Администрации Волгоградской области № 289 от 25.10.1993 года изменён статус хутора Краснокоротковского на статус станицы Краснокоротковской Новоаннинского района Волгоградской области. В 1993 году население станицы составляло 647 человек, 241 двор.
С 1 января 2006 года Администрация Краснокоротковского сельского совета переименована в Администрацию Краснокоротковского сельского поселения Новоаннинского муниципального района Волгоградской области.

## Население
| 2010 |
| ---- |
| 570  |

## Известные люди
- Гвоздков, Прокофий Захарович — дважды Герой Социалистического Труда.
- Дронов, Илья Гаврилович — кавалер орденов Славы трёх степеней.